# Nychiodes divergaria
Nychiodes divergaria là một loài bướm đêm trong họ Geometridae.